# Stropnik (berg i Tjeckien)
Stropnik är ett berg i Tjeckien.   Det ligger i regionen Ústí nad Labem, i den nordvästra delen av landet, 80 km nordväst om huvudstaden Prag. Toppen på Stropnik är 855 meter över havet.
Terrängen runt Stropnik är kuperad västerut, men österut är den platt.Runt Stropnik är det tätbefolkat, med 427 invånare per kvadratkilometer. Närmaste större samhälle är Most, 15,8 km söder om Stropnik. Trakten runt Stropnik består i huvudsak av gräsmarker.